# Distrito de Aschersleben-Staßfurt
El Distrito de Aschersleben-Staßfurt (en alemán: Landkreis Aschersleben-Staßfurt) es un Landkreis (distrito) ubicado en medio del estado federal de Sajonia-Anhalt (Alemania). Los distritos vecinos al norte son el Bördekreis, al este los distritos de Schönebeck y Bernburg, en la parte meridional tiene frontera con el distrito de Mansfelder Land y al oeste con el distrito de Quedlinburg. La capital del distrito recae sobre la ciudad de Aschersleben.

## Geografía
El Landkreis Aschersleben-Staßfurt cae entre la sierra de Harz y el Magdeburger Börde. Los ríos más grandesen la zona son el Bode y el Wipper.

## Composición del distrito
(Habitantes a 30 de junio de 2006)

### Ciudades y administraciones
| 1. Falkenstein/Harz, Ciudad [Sitz: Ermsleben] (6.277) |

### Comunidades de municipios
| - 1. Verwaltungsgemeinschaft Aschersleben/Land 1. Aschersleben, Ciudad * (25.932) 2. Drohndorf (531) 3. Freckleben (733) 4. Groß Schierstedt (640) 5. Mehringen (1.115) 6. Schackenthal (334) 7. Westdorf (918) | - 2. Verwaltungsgemeinschaft Egelner Mulde 1. Borne (1.366) 2. Egeln, Ciudad * (3.986) 3. Etgersleben (813) 4. Hakeborn (809) 5. Tarthun (823) 6. Unseburg (1.300) 7. Westeregeln (2.074) 8. Wolmirsleben (1.522) - 3. Verwaltungsgemeinschaft Stadt Hecklingen 1. Giersleben (1.141) 2. Hecklingen, Stadt * (7.998) | - 4. Verwaltungsgemeinschaft Seeland 1. Friedrichsaue (204) 2. Frose (1.539) 3. Gatersleben (2.464) 4. Hoym, Ciudad (2.618) 5. Nachterstedt * (2.169) 6. Neu Königsaue (341) 7. Schadeleben (715) - 5. Verwaltungsgemeinschaft Staßfurt 1. Amesdorf (815) 2. Neundorf (Anhalt) (2.262) 3. Staßfurt, Ciudad * (23.117) |